# Big Band Palais des Sports 2016
Albums de Eddy Mitchell
Big Band
(2015) La même tribu (Volume 1)
(2017)
Big Band Palais des Sports 2016 est le seizième  album live d'Eddy Mitchell. Il sort le 2 décembre 2016.

## Liste des titres
CD 1
| No  | Titre                                            | Auteur | Durée |
| --- | ------------------------------------------------ | ------ | ----- |
| 1.  | C'est pourtant vrai (instrumental)               |        |       |
| 2.  | Laisse le bon temps rouler                       |        |       |
| 3.  | Promets moi la lune                              |        |       |
| 4.  | (commentaire : annonce soirée)                   |        |       |
| 5.  | Premiers printemps                               |        |       |
| 6.  | Il faut vivre vite                               |        |       |
| 7.  | (commentaire : Il faut vivre vite)               |        |       |
| 8.  | Il faut vivre vite                               |        |       |
| 9.  | Tu ressembles à hier                             |        |       |
| 10. | Je n'ai pas d'amis                               |        |       |
| 11. | Rio Grande                                       |        |       |
| 12. | (commentaire : vieille canaille)                 |        |       |
| 13. | Vieille canaille                                 |        |       |
| 14. | Le blues du blanc                                |        |       |
| 15. | Toujours un coin qui me rappelle                 |        |       |
| 16. | Combien je vous dois ?                           |        |       |
| 17. | Au bar du Lutetia                                |        |       |
| 18. | (commentaire : Otis)                             |        |       |
| 19. | Otis                                             |        |       |
| 20. | Pour tuer le temps (dum, dum dee, dee, dum, dum) |        |       |

CD 2
| No  | Titre | Auteur | Durée |
| --- | --- | ------ | ----- |
| 1.  | Quelque chose a changé |        |       |
| 2.  | Les vrais héros |        |       |
| 3.  | (commentaire : medley 1) |        |       |
| 4.  | Medley 1 : Et la voix d'Elvis - Tu peux préparer le café noir - Sur la route de Memphis - La Dernière Séance - Il ne rentre pas ce soir - Nashville ou Belleville ? |        |       |
| 5.  | 18 ans demain |        |       |
| 6.  | M'man |        |       |
| 7.  | Lèche-bottes blues |        |       |
| 8.  | Le cimetière des éléphants |        |       |
| 9.  | (commentaire : medley 2) |        |       |
| 10. | Medley 2 : C'est la vie mon chéri - À crédit et en stéréo - C'est un rocker                                                                                         |        |       |
| 11. | Pas de boogie woogie |        |       |
| 12. | C'est pourtant vrai - présentation des musiciens |        |       |
| 13. | Couleur menthe à l'eau |        |       |
| 14. | C'est pourtant vrai (instrumental) |        |       |

## Musiciens
Direction musicale et orchestration: Michel gaucher
Piano, Hamond, B3: Jean Yves D'Angelo
Guitares: Basile Leroux, Hervé Brault
Batterie: Christophe Deschamps
Basse: Evert Verhees
Steel Guitar: hervé Brault
Sax Alto: Christophe negre, Hervé Meschinet
Sax Ténor: Pierre D'Angelo, michel Gaucher
Sax Baryton: Gilles Mitton
Flûtes: Pierre D'Angelo, Christophe Negre, Hervé meschinet, Gilles Mitton
Trombones: Michael Joussein, Jean-Marc Welch
Trombone Basse: Didier Havet
Trompette Lead: Christian Martinez
Trompettes: Eric Mula, Fabrice Adam, Kako Bessot
Bugles: Christian Martinez, Eric Mula, Fabrice Adam, Kako Bessot

Chant: Yannick Claire, Loïca Kunstlich, Ope Smith, Frederike Shieste